# Anabel Medina Garrigues
Ana Isabel Medina Garrigues (Torrent, 31 de julho de 1982) é uma ex-tenista profissional espanhola.
Medina Garrigues é especialista em duplas, na qual já foi duas vezes campeã de Aberto da França com Virginia Ruano Pascual, medalha de prata com ela nos Jogos Olímpicos de Pequim 2008 e número três do mundo na categoria.
Na reta final da carreira de jogadora, já não vinha desempenhando a função com frequência. Então, tornou-se técnica e colheu um grande fruto: levou a letã Jeļena Ostapenko ao primeiro título de Grand Slam, no Torneio de Roland Garros de 2017. Mais tarde, no mesmo ano, foi nomeada capitã do time da Espanha na Fed Cup. 

## Grand Slam finais

### Duplas: 2 (2 títulos)
| Posição | Data | Campeonato        | Piso   | Parceira               | Oponentes                           | Placar        |
| ------- | ---- | ----------------- | ------ | ---------------------- | ----------------------------------- | ------------- |
| Campeã  | 2008 | Roland Garros (1) | Saibro | Virginia Ruano Pascual | Casey Dellacqua Francesca Schiavone | 2–6, 7–5, 6–4 |
| Campeã  | 2009 | Roland Garros (2) | Saibro | Virginia Ruano Pascual | Victoria Azarenka Elena Vesnina     | 6–1, 6–1      |

### Olimpíadas

#### Duplas: 1 (1 prata)
| Posição | Ano  | Campeonato | Piso | Parceira               | Oponentes                      | Placar   |
| ------- | ---- | ---------- | ---- | ---------------------- | ------------------------------ | -------- |
| Prata   | 2008 | Pequim     | Duro | Virginia Ruano Pascual | Serena Williams Venus Williams | 2-6, 0-6 |

### WTA Torneio das Campeãs finals

#### Simples: 1 (1 vice)
| Posição | Ano  | Campeonato | Surface | Oponente     | Placar   |
| ------- | ---- | ---------- | ------- | ------------ | -------- |
| Vice    | 2011 | Bali       | Duro    | Ana Ivanovic | 3-6, 0-6 |

### Premier Mandatory/Premier 5 finais

#### Duplas: 1 (1 vice)
| Posição | Ano  | Campeonato | Piso   | Parceira        | Oponentes               | Placar        |
| ------- | ---- | ---------- | ------ | --------------- | ----------------------- | ------------- |
| Vice    | 2005 | Roma       | Saibro | Maria Kirilenko | Cara Black Liezel Huber | 0-6, 6-4, 1-6 |